# 左近友三郎
左近 友三郎（さこん ともさぶろう、1921年1月26日 - 2002年8月16日）は、日本の官僚、経営者。中小企業庁長官、共同石油社長、会長を務めた。京都府京都市出身。

## 経歴・人物
1944年に東京帝国大学法学部を卒業し、学徒動員で満洲に出征。終戦後は3年間のシベリア抑留を経て、帰国。1949年に商工省に入省し、1978年6月に中小企業庁長官に就任。1980年6月に東京銀行顧問に就任。1982年6月に共同石油専務に就任し、1983年6月に副社長を経て、1985年11月に社長に就任した。1990年6月には会長に就任した。1992年12月に日本鉱業と合併し、日鉱共石副会長に就任し、1996年6月には相談役に退いた。
1991年11月に勲二等瑞宝章を受章した。
2002年8月16日呼吸不全のために死去。81歳没。